# Abicou
Abicou es un cultivar de higuera de tipo San Pedro Ficus carica bífera (con dos cosechas por temporada las brevas de primavera-verano que maduran sin caprificación, y los higos de verano-otoño que para que cuajen es necesario el polen de una higuera macho cabrahigo), de higos color de piel morada oscura tirando a negra. Esta variedad se ha tomado como la higuera tipo para definir el tipo San Pedro. Se cultiva principalmente en la Provenza y en el resto de Francia en jardines y huertos particulares, en España y en Italia.

## Sinonimia
- „Aubique Noire de Provence“ en la Provenza,[5]
- „Aubique Noire“ en Francia,
- „Noire du Languedoc“ en Francia.,[6]
- „Grosse rouge de Bordeaux“ en Francia,
- „Figue Poire“ en Francia,[7]
- „San Piero“ en Italia[8]
- „San Pedro“ en España
- „San Pedro Black“ en Estados Unidos
- „Large Black Douro“ en Estados Unidos
- „Black Douro“ en Estados Unidos
- „Pacuecas“ en Málaga, Andalucía[9]
- „De Patamula“ en Andalucía,

## Historia
Higo ya citado en la literatura del siglo XVII. Descrito por Porta (1592) bajo el nombre 'Corbo', por La Quintinie en 1692, bajo el nombre de 'Grosse violette longue'. Según Gallesio (1772-1839), descrito como 'San Piero', se cultivó desde Italia a España a través del sur de Francia.
Puede ser la primera variedad descrita en 1755 por Duhamel Du Monceau: "Ficus sativa violacea longo intus rubenti Inft.
Higuera cultivada con fruto largo, violeta por fuera y rojo por dentro."
(1755 Tratado de los árboles y arbustos que se cultivan en Francia en el suelo).
Según Eisen (1901), quien lo describe como 'San Pedro Black', esta variedad de fuerte vigor y follaje denso necesita un suelo rico y fresco. Las brevas son insuperables en calidad y tamaño (como breva negra). Variedad antigua, cultivada en Italia, España, y sur de Francia, pero también en la región de París por sus brevas.
Según Condit (1947), esta variedad llegó a California en 1889 bajo varios nombres, incluyendo el 'Large Black Douro' y el 'Black Douro', aparentemente llegaron bajo estos nombres en la Bahía de San Francisco con una comunidad portuguesa (el Douro-Duero es un río del norte de Portugal que desemboca al Atlántico en Oporto), 'Noire du Languedoc' (por Inglaterra), 'Negro Largo' y 'Warren’s Brown Turkey'. Los esquejes de Málaga en 1924 bajo el nombre de 'Pacuecas' también fueron 'San Piero'. Para completar la confusión, algunos lo llamaron 'Brunswick' y en algunos mercados de Los Ángeles 'Brown Turkey'. Los higos de otoño caprificados son más dulces y las semillas son fértiles.

## Características
La higuera 'Abicou' es una variedad bífera de tipo San Pedro, de producción media de brevas y alta de higos (mediante caprificación).
Fruto de gran tamaño alargado con forma de berenjena de 60 a 70 gramos en las brevas que maduran en julio, tamaño un poco más reducido y menos alargados con de 40 a 50 gramos para higos de otoño que maduran entre los meses de septiembre a octubre para esta segunda cosecha, piel dura azul oscura tendiendo hacia negro. Para consumir como fruta fresca.
Higuera mediana a grande de 5 a 6 metros de diámetro, resistente a las heladas tardías, a cultivar más bien para el sur de Francia.